# Comuna Mîteaiive, Sakî
Mîteaiive (în ucraineană Митяїве) este o comună în raionul Sakî, Republica Autonomă Crimeea, Ucraina, formată din satele Dolînka, Juravli, Lîstove, Mîteaiive (reședința) și Șovkovîcine.

## Demografie
Componența lingvistică a comunei Mîteaiive
     Rusă (50,43%)
     Tătară crimeeană (26,14%)
     Ucraineană (21,42%)
     Alte limbi (0,93%)
Conform recensământului din 2001, majoritatea populației comunei Mîteaiive era vorbitoare de rusă (50,43%), existând în minoritate și vorbitori de tătară crimeeană (26,14%) și ucraineană (21,42%).